# Riccardo Fimognari
Riccardo Fimognari (Torino, 22 novembre 1970) è un ex calciatore italiano, di ruolo difensore.

## Caratteristiche tecniche
Inizia come centrocampista, poi con gli anni Sergio Vatta decide di spostarne il raggio d'azione all'indietro, trasformandolo in un difensore centrale.

## Carriera

### Giocatore

#### Club
Cresce nel Settore Giovanile del Torino, con il quale fa il suo esordio in Serie B il 30 dicembre 1989. Ha totalizzato in carriera 85 presenze in B (con le maglie di Torino, Reggina, Pisa e Ravenna), 108 presenze in Serie C1 e 110 presenze in Serie C2.
Alla SPAL vive gli anni migliori della carriera, allenato da mister Gianni De Biasi.

#### Nazionale
Viene convocato e mandato in campo per la prima volta da Cesare Maldini in Under 21 in occasione di un match amichevole contro i Paesi Bassi, senza aver ancora neppure in campionato.

### Allenatore
Dopo il ritiro guida i ragazzi del Cambiano, formazione dilettantistica della cintura di Torino. Entra quindi nel Settore Giovanile del Torino, come allenatore dei "Piccoli Amici".

## Palmarès

### Giocatore

#### Competizioni nazionali
- Serie C2: 1

SPAL: 1997-1998
- Coppa Italia Serie C: 1

SPAL: 1998-1999
- Serie C1: 1

Ravenna: 1995-1996
- Serie B: 1

Torino: 1989-1990